# Die Another Day

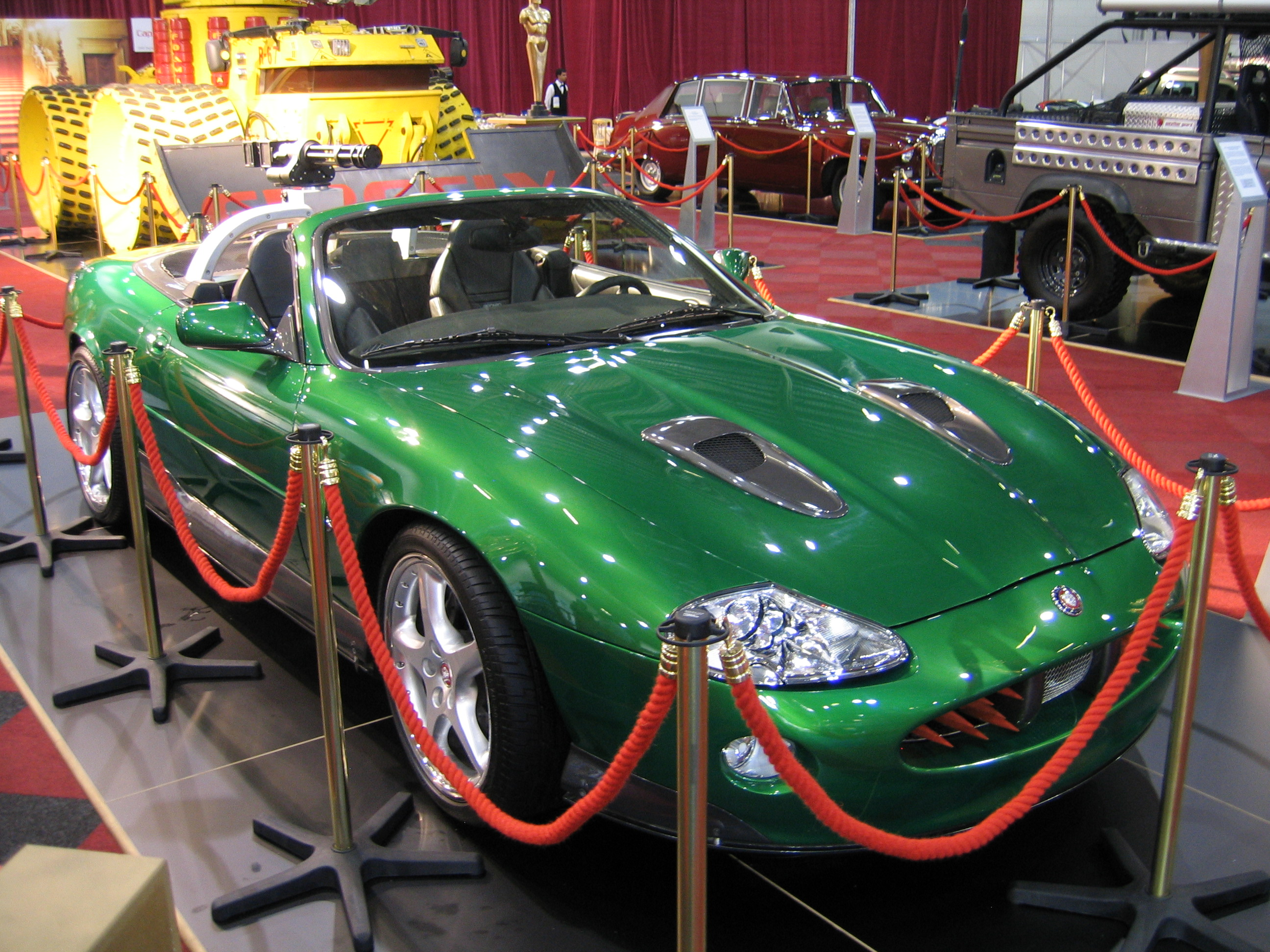
Jaguar uit de film

Die Another Day is de twintigste James Bondfilm geproduceerd door EON Productions, met Pierce Brosnan als James Bond. De film is uitgebracht in 2002 (in Nederland 2003). De regie was in handen van Lee Tamahori. Pierce Brosnan gaf voor de vierde en laatste keer gestalte aan James Bond in de films.
Die Another Day werd 40 jaar na de eerste Bondfilm Dr. No uitgebracht. Dit is de reden dat de film zoveel verwijzingen naar eerdere films over Bond bevat.

## Verhaal
Die Another Day begint als James Bond infiltreert in de organisatie van Kolonel Moon, een Noord-Koreaanse legerofficier die illegale wapens verkoopt in ruil voor Afrikaanse conflictdiamanten. Bond wordt verraden, wat resulteert in een achtervolging met veel explosies in het gebied.
Kolonel Moon valt van een rots in een waterval, terwijl 007 gevangen wordt genomen door diens vader, Generaal Moon.
Gedurende veertien maanden wordt hij gemarteld, totdat hij wordt geruild tegen Zao, degene die hem verried tijdens de wapenruil. Bond wil na zijn vrijlating uiteraard meteen weer aan het werk, maar M is bang dat hij zijn mond voorbij gepraat heeft en zet hem op non-actief.
Bond vindt het heel erg dat Zao op vrije voeten rondloopt. Zao wilde namelijk de top Zuid-Korea/China opblazen en heeft drie Chinese agenten vermoord voor hij opgepakt werd.
James ontsnapt uit een cel van MI6, gaat op eigen houtje achter Zao aan, en komt terecht op Cuba, waar hij in een speciale kliniek Zao tegenkomt. Met een speciale DNA-therapie is deze bezig zijn uiterlijk te veranderen. Na een gevecht weet Zao te ontsnappen. Bond heeft ondertussen wel een paar diamanten van hem gestolen, die hij aan zijn nek bij zich droeg. Intussen doet een zekere NSA-agent, genaamd Giacinta 'Jinx' Johnson, alsof ze ook DNA-therapie wil doen, maar schiet de baas van de kliniek, Dr. Alvarez, dood.
Een Cubaanse contactpersoon, genaamd Raoul, onderzoekt de diamanten die Zao bij zich had. Bij een zeer kort gesprek komt een grote ontdekking: Raoul vertelt dat de diamanten conflictdiamanten zijn uit Sierra Leone. Ze zijn gemerkt bij Gustav Graves, een zakenman die steenrijk schijnt te zijn door vondst van diamanten in IJsland. Hij is een bekend persoon, wordt de "diamantkoning" genoemd en schijnt een grote mijn te bezitten in IJsland. Bond trekt direct de conclusie dat dit gewoon een witwasser is van de gesmokkelde conflictdiamanten.
Bond keert terug naar Londen en wordt weer aangenomen bij MI6.
Nadat hij van Q de benodigde gadgets heeft gekregen (waaronder een onzichtbare Aston Martin Vanquish), regelt hij een ontmoeting met Gustav Graves. Graves nodigt Bond uit om in IJsland te komen kijken bij de presentatie van zijn nieuwste uitvinding, de Icarus, een satelliet gemaakt van diamanten, die zonne-energie kan bundelen om de donkere nachten te verlichten.
Zao blijkt ook in IJsland te zijn; hij speelt met Graves onder één hoedje. Intussen heeft Bond iets door; hij gaat naar Graves' kantoor en wanneer Graves binnenkomt, houdt hij hem onder schot. De dood gewaande kolonel Moon blijkt Gustav Graves te zijn. De verrader blijkt Miranda Frost, de assistente van Graves te zijn, die eigenlijk voor MI6 werkte.
Gustav Graves wil de Icarus gebruiken om de gedemilitariseerde zone tussen Zuid- en Noord-Korea te ontdoen van mijnen. Als dat gebeurd is, zou Noord-Korea de macht kunnen overnemen in het zuiden. Icarus zou dan later ook gebruikt kunnen worden om Korea te verdedigen tegen wapens van het westen.
Bond vermoordt Zao en gaat naar Noord-Korea. Samen met agent Jinx stapt Bond aan boord van een vliegtuig van waaruit Graves de gedemilitariseerde zone gaat vernietigen. Aan boord vertelt Graves aan zijn vader, generaal Moon, wie hij werkelijk is en laat hem zien hoe hij zijn plan uitwerkt. Bij het zien van deze verwoesting gelooft generaal Moon hem niet meer, waarna Moon door Graves wordt vermoord.
Uiteindelijk vermoordt Jinx de verrader Miranda Frost en vermoordt James Bond Gustav Graves door hem uit het vliegtuig, in de motor te duwen. Omdat Graves de besturing van de Icarus bij zich heeft, wordt de laserstraal automatisch uitgeschakeld. De film eindigt ermee dat Bond in de armen van Jinx ligt, vrijend tussen de talloze diamanten.

## Oorsprong van de titel
De titel Die Another Day verwijst naar een stukje dialoog. Graves komt binnen in z'n vertrekken in het ijspaleis naast z'n diamantmijn in IJsland. Bond, die inmiddels doorheeft dat Graves in werkelijkheid kolonel Moon is, maakt zich zichtbaar en zegt hem, Graves onder schot houdend: “So you lived to die another day... colonel.” (Dus u overleefde om een andere dag te sterven... kolonel).
De titel komt eerder voor in het gedicht A Shropshire Lad door A.E. Housman: “But since the man that runs away/Lives to die another day.”

## Filmlocaties
- Pinewood Studio's in Londen, Engeland
- Aldershot in Hampshire, Engeland
- Bourton-on-the-Water in Gloucestershire, Engeland
- Cádiz in Andalusië, Spanje
- Finland
- De luchthaven van Heathrow in Londen
- Holywell Bay in Cornwall, Engeland
- Jökulsárlón, Breidamerkursandur in IJsland
- Londen, Engeland
- Maui in Hawaï, Verenigde Staten
- Zuid-Korea
- Hongkong
- Het Eden Project in St. Austell, Cornwall, Engeland

## Rolverdeling
| Acteur            | Personage             |
| ----------------- | --------------------- |
| Pierce Brosnan    | James Bond            |
| Halle Berry       | Jinx Giacinta Johnson |
| Toby Stephens     | Gustav Graves         |
| Rosamund Pike     | Miranda Frost         |
| Rick Yune         | Zao                   |
| Will Yun Lee      | Kolonel Moon          |
| Kenneth Tsang     | Generaal Moon         |
| Judi Dench        | M                     |
| John Cleese       | Q                     |
| Emilio Echevarría | Raoul                 |
| Michael Madsen    | Damian Falco          |
| Samantha Bond     | Miss Moneypenny       |
| Colin Salmon      | Charles Robinson      |
| Madonna           | Verity                |
| Lawrence Makoare  | Mr. Kil               |

## Muziek
De originele filmmuziek werd gecomponeerd David Arnold. Deze muziek werd uitgebracht op een soundtrackalbum met medewerking van Madonna, Paul Oakenfold en Natacha Atlas.

## Achtergronden
- De roman Moonraker ligt aan de basis van Die Another Day. Net als Sir Hugo Drax is Sir Gustav Graves geen echte Engelsman, en is zijn plan ogenschijnlijk filantropisch. Miranda Frost zou, als infiltrante, eerst Gala Brand heten, totdat besloten werd om van haar een slechterik te maken.
- Aan de kassa deed Die Another Day het uitstekend. Wereldwijd heeft de film zo’n 430 miljoen dollar opgeleverd. Nog nooit had een Bondfilm het zo goed gedaan. Daarnaast was het op dat moment ook de duurste Bondfilm met 195 miljoen dollar (inclusief promotiekosten).
- Die Another Day werd minder goed ontvangen dan andere Bondfilms. Er werd kritiek geleverd op de vele computer-geanimeerde special effects, en de vele ontploffingen. Oudere films waren veel subtieler. De makers zouden een jonger publiek willen trekken door meer ontploffingen en spanning in de film te brengen.
- De titelsong van de film Die Another Day werd gezongen door Madonna, en gecomponeerd door David Arnold. In de Verenigde Staten behaalde de single de nummer 8-positie, in Nederland nummer 4 en in Engeland nummer 3. Het werd hiermee de succesvolste titelsong sinds de jaren 80. Madonna speelt ook een cameo in de film, als scherminstructeur.

## Trivia
- Veel spullen in het laboratorium van Q kwamen voor in vorige James Bondfilms. Als Q het nieuwe horloge geeft maakt hij de opmerking “het is geloof ik je twintigste” waarmee hij verwijst naar het feit dat Die Another Day de twintigste James Bondfilm is.
- Bond activeert een jetpack in het lab van Q, dit is dezelfde als de jetpack gebruikt in de film Thunderball.
- Het personage Wai Lin, gespeeld door Michelle Yeoh in Tomorrow Never Dies, zou oorspronkelijk haar terugkeer maken in deze film door Bond in Hongkong te helpen. Doordat er geen overeenkomst kon worden gemaakt met de actrice, werd ze vervangen door hotelbaas Chang.
- Als Bond naar Londen vliegt wordt hij bediend door een stewardess, gespeeld door Deborah Moore, de dochter van oud-James Bondacteur Roger Moore.
- De scène waarbij Jinx uit het water komt is een ode aan de eerste bondgirl uit de reeks: Honey Rider (gespeeld door Ursula Andress). Jinx draagt in de scène ook een bikini met op haar heup eenzelfde soort mes.
- Meteen daarna stelt Bond zichzelf voor als ornitholoog. Dit is een verwijzing naar het gegeven dat het personage James Bond genoemd is naar een echte ornitholoog: James Bond (ornitholoog).
- De masseuse in het hotel in Hong-Kong wordt gespeeld door Rachel Louise Grant De Longueuil, die in het televisieprogramma Brainiac de rol speelt van prof. Myang Lee in Will it sink or float.
- John Cleese, die de rol als R speelde in The World is Not Enough, speelt in deze film de rol van Q. Die Another Day is ook de eerste en laatste film met John Cleese als Q. Cleese zou later, net als Samantha Bond die voor de vierde en laatste keer Miss Moneypenny speelt in deze film, geen rol hebben in Casino Royale en in Quantum of Solace.
- Die Another Day is voorlopig de laatste film waarin 007 rookt. In deze film rookt Bond sigaren.
- Die Another Day is volgens IMDB met een 6,1 de minst gewaardeerde Bondfilm.[2]